# Метиловый оранжевый

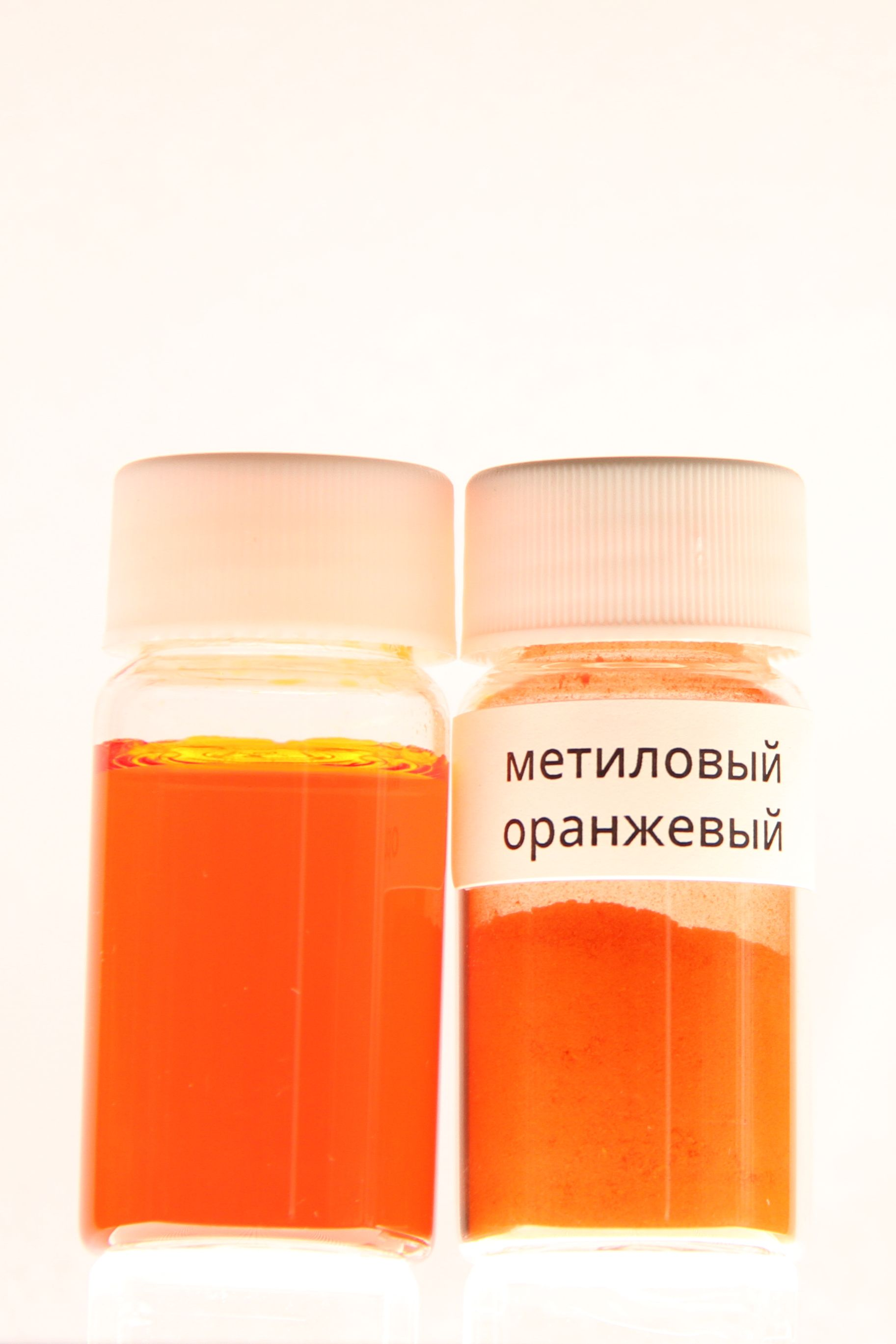
Метиловый оранжевый в твёрдом виде и водном растворе

Метиловый оранжевый (метилоранж, англ. Methyl orange, гелиантин, 4- (4-диметиламинофенилазо) бензолсульфонат натрия) — кислотно-основный индикатор, синтетический органический краситель из группы азокрасителей, является солью натрия.

## Свойства
Внешний вид при обычных условиях: оранжево-жёлтые листочки или порошок, чешуйки. Метилоранж растворим в воде 0,2 г. на 100 г., лучше в горячей.
В растворах с рН 2 максимум поглощения находится на длине волны 505 нм (λmax=505 нм). Изобестическая точка соответствует длине волны 460 нм.
Переход окраски в водных растворах от красной к оранжево-жёлтой наблюдается в области рН 3,1-4,4 (в кислой среде красный, в щелочной — жёлтый).
На интервал перехода окраски влияют: температура, наличие в растворе солей, органических растворителей, белковых веществ и других. Влияние температуры наиболее значительно для индикаторов, являющихся слабыми основаниями: например, для метилового оранжевого при комнатной температуре окраска изменяется в пределах рН 3,1-4,4, а при 100°С — в пределах рН 2,5-3,7.
Токсичен.

## Применение
Применяется в качестве кислотно-основного индикатора, титранта при определении сильных окислителей, спектрофотометрическом определении окислителей (хрома, брома).
0,1%-ный водный раствор применяется в аналитической химии как индикатор.
Изменяет цвет от красного в кислотной среде (pH 3,1 до 4,4) к оранжевому в нейтральной и жёлтому в щелочной.

## Получение

###### Лабораторный способ синтеза
Метиловый оранжевый получают, диазотируя сульфаниловую кислоту, а затем сочетая полученное вещество с диметиланилином.

###### Методика выполнения
Навеску сульфаниловой кислоты растворяют в 25 мл 2 М раствора едкого натра (2 г NaOH в 25 мл раствора). В этом же растворе затем растворяют навеску нитрита натрия массой 4 г. После этого раствор охлаждают льдом и приливают к 25 мл 2 М раствора соляной кислоты, охлаждаемого льдом (кроме наружного охлаждения кусочки льда могут быть помещены в раствор).
Навеску диметиланилина растворяют в 5 мл 1 М соляной кислоты, охлаждают льдом и к охлажденному раствору приливают полученный выше раствор диазобензолсульфокислоты. Происходит образование красителя. Приливают ещё раствор едкого натра до сильнощелочной реакции. Из раствора выделяется натриевая соль красителя в виде оранжево-коричневых лепесткообразных кристаллов. Через несколько часов краситель отфильтровывают с отсасыванием и промывают на воронке 25 мл воды. Затем его тщательно отжимают на фильтровальной бумаге и сушат в фарфоровой чашке на водяной бане.

## Мнемоническое правило
Для запоминания цвета индикатора метилового оранжевого в щелочах и кислотах служит мнемоническое стихотворение:

От щёлочи я жёлт как в лихорадке,

Я розовею от кислот, как от стыда.

И я бросаюсь в воду без оглядки,

Здесь я оранжевый практически всегда.

Ещё один способ запоминания:
Среды идут по порядку: кислая, нейтральная и щелочная. Стишок для запоминания цветов радуги идёт так же. «Каждый Охотник Желает…»
Кислая среда (pH < 7) — Каждый
Нейтральная среда (pH = 7) — Охотник
Щелочная среда (pH > 7) — Желает